# Gwen Giabbani

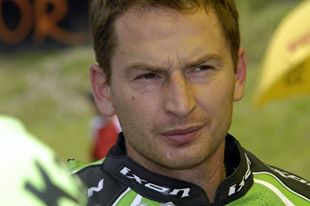
Gwen Giabbani 2013

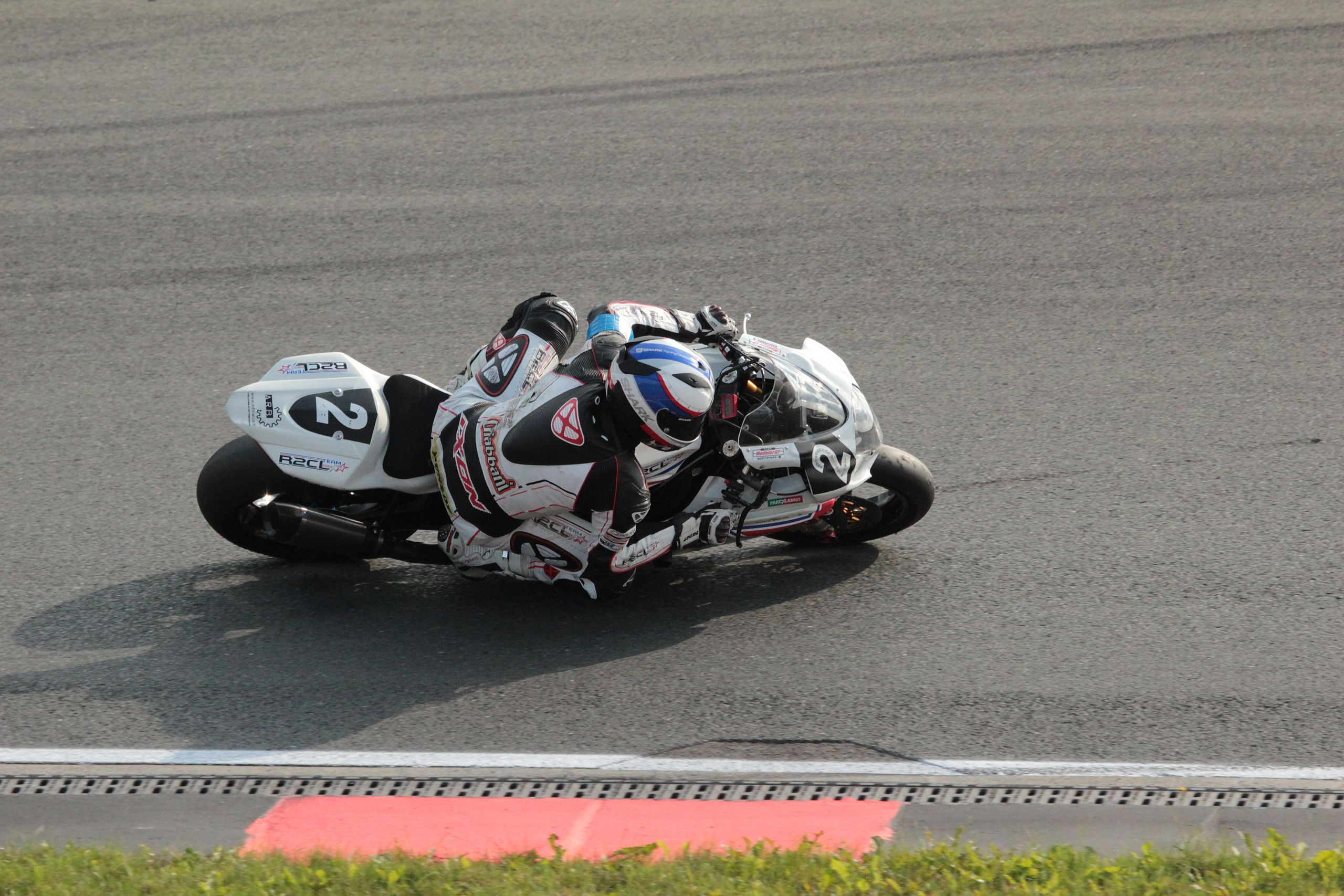
Gwen Giabbani in Oschersleben 2014 auf Suzuki

Gwen Giabbani (* 2. April 1972 in Paris) ist ein französischer Polizeibeamter und Motorradrennfahrer.

## Karriere
Gwen Giabbani startete seine Karriere beim französischen Polizeiteam Police 22. 2001 konnte er die Stocksport-Klasse in der FIM Endurance-Cup-Wertung gewinnen. 2003 gewann er das vorerst letzte Rennen des Polizeiteams in Vallelunga. Anschließend wechselte er ins französische Endurance-MOTO-38-Team, wo er WM-Dritter wurde und sein erstes Le-Mans-Podium holte. 2005 wechselte er in das österreichische Yamaha Austria Racing Team (YART), mit dem er auf Yamaha erneut WM-Dritter wurde und 2006 bereits als Vizeweltmeister abschloss.
2007 entschied sich Giabbani, für das französische Kawasaki-Werksteam in der Langstrecken-WM und in der französischen Superbike-Meisterschaft anzutreten. Nach einigen Eskapaden wurde er bei Kawasaki entlassen und fuhr als französischer „Fremdenlegionär“ in verschiedenen Teams und Meisterschaften. Sehr imposant war sein Auftreten in der IDM (deutsche Superbike-Meisterschaft), wo er den bis dato erfolglosen Michael Schulten ersetzte und auf Anhieb um Podiumsplätze mitfuhr. Zu Saisonschluss gewann er auf Kawasaki in Hockenheim sogar einen Wertungslauf. Ende 2008 half er beim Bol d’Or wieder im YART aus und erreichte einen dritten Podestplatz. Vier Jahre nach seinem ersten YART-Einsatz gewann Giabbani 2009 zum ersten Mal das 24-Stunden-Motorradrennen von Le Mans. 2009 folgten noch drei weitere WM-Siege und der WM-Titel.
Gwen Giabbani gewann bis heute sechs Endurance-WM-Läufe, fünf davon für das österreichische YART.

## Erfolge
- 2001 – FIM Endurance-Cup-Sieger auf Kawasaki
- 2002 – Französischer Supersport Vize-Meister auf Kawasaki
- 2006 – Langstrecken Vize-Weltmeister auf Yamaha
- 2007 – Langstrecken Vize-Weltmeister auf Kawasaki
- 2008 – Langstrecken Vize-Weltmeister auf Yamaha
- 2008 – IDM Internationale Deutsche Superbike Meisterschaft Laufsieger in Hockenheim auf Kawasaki
- 2009 – Langstrecken-Weltmeister auf Yamaha
- 2009 – Polnischer Stocksport Meister auf Suzuki
- 6 Siege in der Langstrecken-Weltmeisterschaft

## Statistik
(Stand: Saisonende 2009)
| Saison | Team      | Punkte | Siege | Poles | Schn. Runden | WM-Rang | Teamkollegen                   | Gewonnene Rennen                                                                            |
| ------ | --------- | ------ | ----- | ----- | ------------ | ------- | ------------------------------ | ------------------------------------------------------------------------------------------- |
| 2003   | Police 22 | 104    | 1     | -     |              | 4.      | Frederic Morreira              | 200 Meilen von Vallelunga                                                                   |
| 2006   | YART      | 150    | 1     | -     | 1            | 2.      | Igor Jerman Sebastien Scarnato | 8 Stunden von Suzuka (Superbike-Klasse)                                                     |
| 2009   | YART      | 145    | 4     | 1     | 3            | 1.      | Steve Martin Igor Jerman       | 24 Stunden von Le Mans 8 Stunden von Oschersleben 8 Stunden von Albacete 8 Stunden von Doha |